# Kuusalu
Kuusalu je městečko v estonském kraji Harjumaa, samosprávně patřící do obce Kuusalu, jejímž je administrativním centrem.